# Claudia Muzio
Claudia Muzio (Pavia, 7 de febrer 1889 - Roma, 24 de maig 1936) va ser una soprano lírica italiana. Les seves recordades interpretacions de La traviata, de Verdi, Norma, de Bellini i Tosca, de Puccini, l'assenyalen com una de les màximes dives de la seva època. Va ser anomenada La Divina Claudia. De timbre rodó i capaç de grans subtileses va ser criticada pel seu excessiu ús de dinàmiques com el del pianissimo, que va dominar exquisidament.
El seu pare era ajudant del director d'escena del Covent Garden de Londres, ciutat on van anar a viure quan ella tenia dos anys i s'hi va estar fins als setze. El pare va adonar-se de les seves aptituds per al cant i va encoratjar-la perquè tornés a Itàlia a estudiar. Primer va fer-ho a Torí, amb la mezzosoprano Annetta Casaloni i després va fer estudis de perfeccionament a Milà, on va iniciar-se en les bases del bel canto amb Elettra Callery-Viviani. Va debutar el 1910 al Teatre Petrarca d'Arezzo, conquistant popularitat ràpidament. El debut a La Scala de Milà va ser el 1913 com a Desdemona a Otello, de Verdi. També el 1913, va cantar la Walkiria a Torí. Va debutar al Covent Garden de Londres amb Manon Lescaut de Puccini i va rebre crítiques molt elogioses. El diari Morning Post en va dir: «La seva veu és d'una soprano dramàtica legítima de la major qualitat musical en tota la seva gamma, i capaç de satisfer totes les diverses necessitats de l'òpera italiana moderna. El seu timbre sol ser encantador.» Després va cantar Tosca amb Enrico Caruso i el crític del diari Evening Standard en va dir: «La seva versaltilitat és notable i tot i que encara és d'hora per parlar del lloc que probablement ocuparà en la història de l'òpera, si més no es pot dir amb seguretat que mai no farà res malament.» Aquella mateixa temporada va cantar també La Bohème, Mefistòfele i Falstaff.
Va debutar amb Tosca al Metropolitan Opera de Nova York, on va cantar sis anys consecutius al costat de Caruso, Beniamino Gigli, Tito Schipa, Giovanni Martinelli, entre d'altres. El 1918 va crear el rol de Giorgetta a Il tabarro, de Giacomo Puccini, per a la seva estrena mundial en el MET; el 1920 va ser la primera Tatyana de l'òpera Eugeni Oneguin en l'estrena americana.
El 1919 va debutar amb Loreley, de Catalani, sota la direcció del mestre Tullio Serafin al Teatre Colón de Buenos Aires, seguida de Mimi, Tosca, Manon Lescaut, Margarida, Aïda i Madame Sans-Gene, on es va convertir en favorita del públic (sovint al costat a Beniamino Gigli) cantant fins al 1934 en 23 òperes i en papers tan diferents com Violetta Valery, Elsa de Lohengrin, Monna Vanna, Louise, Leonora, Alice Ford, Asteria, Fiora, Nedda, La Wally, Maddalena, Santuzza, Norma i Turandot. Va ser molt celebrada a Chicago i a San Francisco, on va inaugurar el War Memorial Opera House, seu de l'Òpera de San Francisco, el 1932, com a Tosca.
El 1934 va rebre la medalla d'or per la difusió de la cultura italiana a l'estranger. El seu últim gran paper va ser Cecilia, de Licinio Refice (1883-1954), composta per a ella el 1934.
Claudia Muzio va morir a Roma el 24 de maig de 1936, oficialment d'un atac de cor. De fet, feia alguns anys que li havia estat diagnosticada una afecció cardíaca. S'ha afirmat, però, que probablement va suïcidar-se, i que es va ocultar la causa de la mort perquè Muzio era partidària enfervorida del feixisme i Mussolini i el seu cap de propaganda van considerar que el poble no havia de saber-ho.